# Ireibaru
 (mars 2025).
Ireibaru (伊礼原, Ireibaru iseki) est un site archéologique majeur de l’île Okinawa, situé à Chatan sur la côte ouest. Il comprend des occupations pour la totalité de la durée de la période Kaizuka, pour la période Gusuku, le début du Royaume de Ryūkyū, la période moderne et la période contemporaine. C’est le seul site de la préfecture d’Okinawa qui inclut des occupations pour chacune des phases de la période Kaizuka. Il a livré de larges quantités de mobilier en matières périssables conservé en contexte humide. Il a été désigné Site Historique National en 2010.

Le musée de Chatan (en) a ouvert le 20 novembre 2024 à l’emplacement du site.

## Emplacement
Adresse : Okinawa, Chatan, Ihei 1-1 (anciennement Ihei, Ireibaru 144 et 163).
Coordonnées : 26° 19′ 27″ N, 127° 45′ 30″ E
Ireibaru est situé à Chatan, un bourg sur la côte ouest de l’île Okinawa. Avant la seconde guerre mondiale, cette zone correspondait à la partie orientale du village de Irei, qui a été détruit pour construire le Camp de Kuwae. Il est dans une zone alluviale au pied de collines basses, entouré par des plateaux plus élevés et une rivière. Les plateaux à l’arrière ont une altitude d’environ 30 mètres. Il y a source nommée Ūchi-nu-kā au pied de la colline qui donnait naissance à une zone marécageuse et un cours d’eau qui irriguait la petite plaine alluviale avant de se jeter dans la rivière Nagasa-gā un peu avant son estuaire, dans la partie occidentale du site archéologique:1.

## Découverte et fouilles archéologiques
La région autour d’Ireibaru est riche en sites archéologiques.

En 1988 des tessons de céramique et des os sont mis au jour lors de travaux de construction le long de la rivière, ce qui conduit à l’intervention d’archéologues du Comité d’Éducation de Chatan. Les archéologues identifient la zone sur la dune comme un site archéologique qu’ils nomment Ireibaru A. Comme il n’est pas menacé par les travaux de construction, il n’est pas immédiatement fouillé. 

La même année, à l’occasion de travaux de construction d’un site de drainage dans le Camp de Kuwae, un autre site nommé Ireibaru B est découvert et partiellement fouillé:1–2.
En 1996, le Comité d’Action Spéciale sur Okinawa (en) décide que la partie nord du Camp de Kuwae sera rendue à Chatan en mars 2003. Dans le cadre de cette rétrocession, l’Agence pour les Affaires culturelles japonaise et le Comité d’Éducation de la préfecture d’Okinawa entament en 1995 une étude de trois ans sur les vestiges archéologiques dans la zone de 40.5 hectares concernée. Cette étude permet de mettre au jour dix sites archéologiques et six amas de mobilier archéologique:1,:1. Les sites archéologiques incluent les sites de Ireibaru A et B cités plus haut, ainsi que Ireibaru C dans la zone marécageuse, et Ireibaru D et E:3.

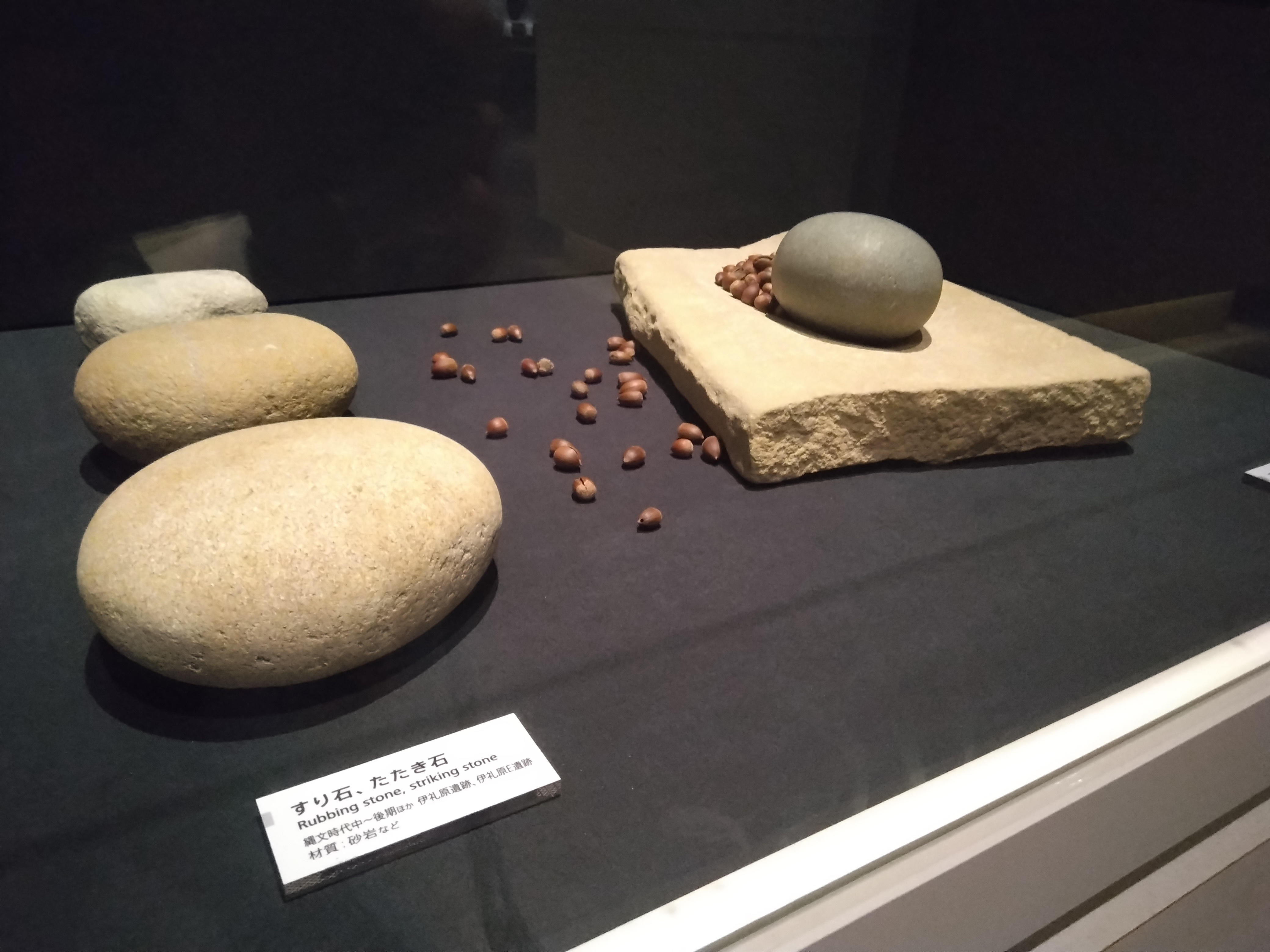
Meules dormantes et molettes provenant de sites de la période Kaizuka à Chatan

Après les sondages en 1996, des fouilles ont été réalisées entre 1998 et 2005:2. Ireibaru C a été fouillé entre 1998 et 2002, Ireibaru A entre 2002 et 2005:8–24. Les fouilles archéologiques ont montré que Ireibaru A et Ireibaru C étaient en fait le même site et comme il s’est révélé d’une importance capitale pour les études sur la période Kaizuka, les deux sites ont été réunis sous le simple nom de « Ireibaru » en 2006, alors que Ireibaru B, D et E restent des sites distincts:1,:1. Seul Ireibaru est enregistré comme Site National Historique.

## Description du site
Le site mesure 15 000 mètres carrés et inclut une zone marécageuse alimentée en eau par Ūchi-nu-kā (anciennement « Ireibaru C ») et une dune à l’ouest (anciennement « Ireibaru A »). Les populations habitaient sur la dune (vestiges d’habitats) mais conduisaient la plupart de leurs activités quotidiennes (préparation de la nourriture) au bord du cours d’eau et du marais. Le site comprend des occupations de la période Kaizuka depuis le Kaizuka Ancien Phase I jusqu’au Kaizuka Récent, de la période Gusuku et du début du Royaume de Ryūkyū, ainsi que des vestiges du village installé là avant la seconde guerre mondiale:2,:1,:1.
La partie du marais au pied de la colline inclut des occupations du Kaizuka Ancien Phase I, Phase II, Phase III et Phase IV:2. La dune se forme plus tard dans la chronologie mais est occupée dès le début de sa formation au Kaizuka Ancien Phase III. Elle est ensuite occupée continuellement avec des vestiges datés du Kaizuka Ancien Phases IV et V et du Kaizuka Récent Phase I :2. Pendant cette longue période, la dune a été endommagée deux fois, possiblement par des raz-de-marée ou de très fortes tempêtes : une première fois au Kaizuka Ancien Phase IV, quand une partie de l’habitat a disparu dans l’effondrement de la dune, et une deuxième fois au Kaizuka Récent Phase I. Après le deuxième effondrement, la dune se restaure lentement et l’occupation suivante est datée du XIIIe siècle pendant la période Gusuku, lorsqu’un nouvel habitat s’installe au même endroit:2.

Le site a livré une très grande quantité de poterie, en particulier de la poterie de type Sobata provenant de la culture Jōmon Ancien de l’île de Kyūshū, mais aussi des outils lithiques, des os de sangliers, de tortues terrestres et de poissons, et des coquillages. Le site est particulièrement connu pour la conservation en milieu humide de matériaux périssables : graines, fruits et bois:2.

## Chronologie du site

### Kaizuka Ancien Phase I (4800-4000 av. J.-C.)
La plus ancienne occupation humaine attestée sur le site date du Kaizuka Ancien Phase I, lorsque les populations vivaient dans la zone à proximité de la source. Du mobilier (poterie  Nantō-tsumegatamon et outils lithiques) a été retrouvé, mais il n’a pas été possible d’identifier des vestiges d’habitations. Il est assez probable que les populations utilisaient les abris-sous-roche de la colline calcaire adjacente. 

À cette période, le niveau de la mer était plus élevé et le site était situé sur la côte:7.

### Kaizuka Ancien Phase II (3500-3000 av. J.-C.)
Il s’agit de la période d’occupation pour laquelle l’utilisation de la zone à proximité de l’eau semble être la plus intense. Des galets mesurant entre 5 et 40 centimètres se déposent dans la partie sud-ouest du site. La poterie importée de type Sobata, de la culture Jōmon Ancien de l’île de Kyūshū, a été retrouvée dans cette couche de galets. Les couches de cette période ont également livré des outils lithiques, des outils en bois, des coquillages, des os d’animaux et de poissons, des graines, des glands et des fruits à écale. Des paniers en bambou étaient installés dans la partie sud-est du site, dans le marais, à l’endroit où les galets étaient peu nombreux, pour débarrasser les glands de leur tanin et les conserver dans l’eau. On pense que le site d’habitat était situé sur la zone sableuse qui s’était formée à l’ouest de la colline. 

Le niveau de la mer était assez identique à celui de la période précédente et le site se situait sur la côte. C’est à cette période que les récifs coralliens commencent à se former:562.

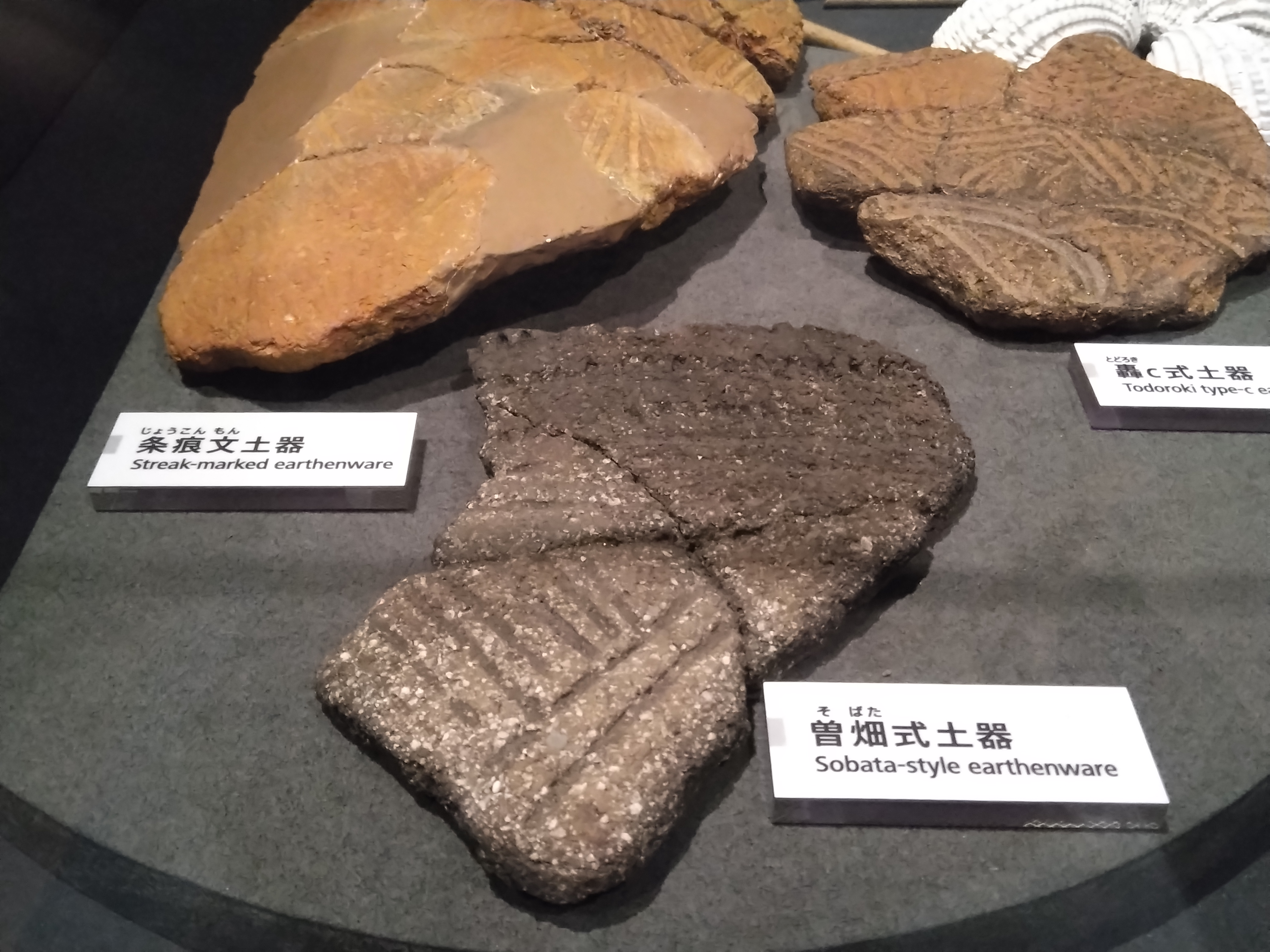
Exemple de poterie Sobata

Le glissement vers une dépendance aux ressources marines, un événement bien documenté de la préhistoire d’Okinawa lié au développement des récifs coralliens, peut être observé à Ireibaru dès le Kaizuka Ancien Phase II, ce qui est relativement ancien comparé à la tendance générale sur l’île Okinawa, où il a plutôt lieu durant la Phase III. Cela peut être expliqué par l’environnement maritime favorable du site, avec une baie protégée  qui abritait de nombreuses espèces de poisson avant même le développement complet des récifs coralliens:563.

### Kaizuka Ancien Phase III (vers 2500 av. J.-C.)
Pour cette période, les vestiges de l’occupation du marais ont été retrouvés au dessus de la couche de galets qui a rempli toute la partie sud-ouest du site. Ils comprennent des planches en bois, des outils lithiques, de la poterie Omonawa-zentei (types III à V), de la poterie Nakadomari (types A et B) et un récipient en bois:2, 84–85.

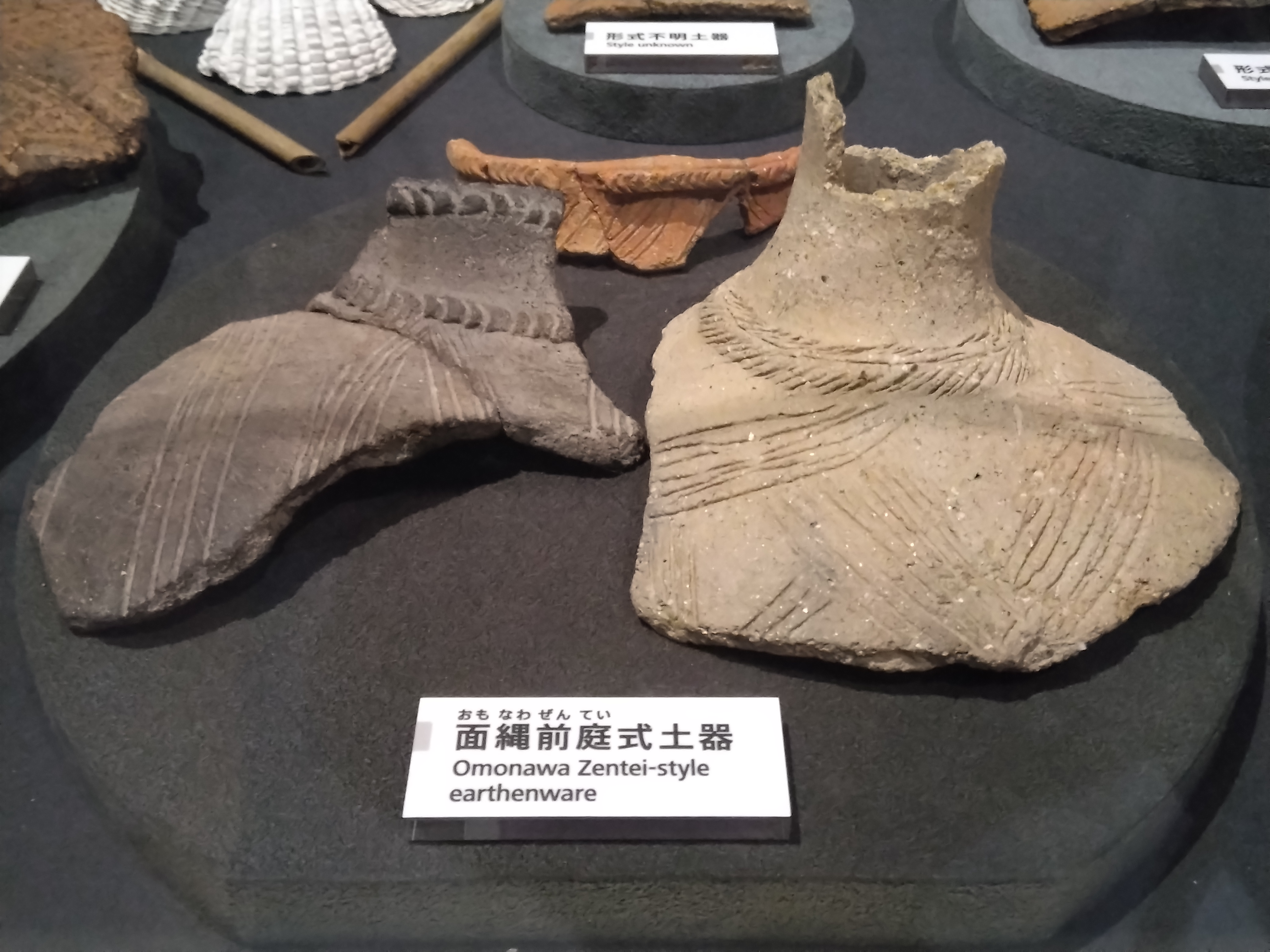
Exemples de poterie Omonawa-zentei

Autour du pied de la colline, dans la partie sud-ouest et sud du marais, une dune de commence à se former, dans laquelle trois foyers, une concentration de coquillages dans une large fosse qui pourrait avoir été originellement une habitation semi-enterrée, et plusieurs trous de poteaux ont été retrouvés, montrant que l’habitat s’étend vers l’ouest:231, 235. Deux os humains fragmentaires (un fémur et un tibia) ont été retrouvés dans les couches du Kaizuka Ancien Phase III. Ils étaient isolés mais suggèrent la présence d’une aire funéraire à proximité:467. La dune a également livré de la poterie Omonawa-zentei et de la poterie Nakadomari:263, 266. Des os de mammifères terrestres et marins, ainsi que des outils fabriqués à partir de ces os, de la poterie et des outils lithiques ont été retrouvés dans cette zone résidentielle:2, 84–85.

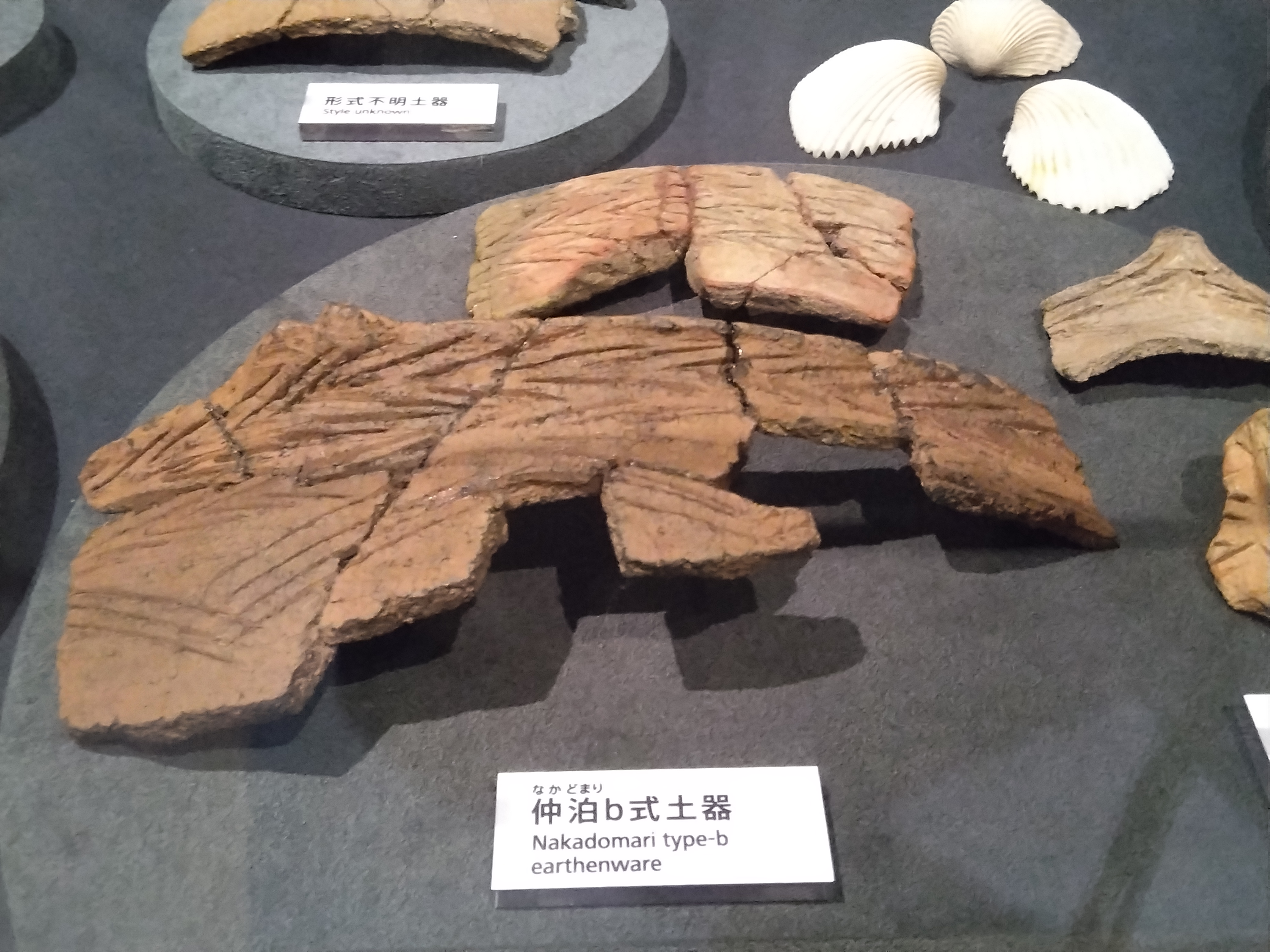
Exemples de poterie Nakadomari

Le niveau de la mer commence à baisser et la côte est plus lointaine. Les récifs coralliens sont plus développés que pendant la période précédente:7.

### Kaizuka Ancien Phase IV (vers 1500 av. J.-C.)
Pendant cette occupation, la population n’utilise plus autant la marais, mais les vestiges sont plus nombreux sur la dune. La dune se diffuse lentement vers l’ouest et deux habitations semi-enterrées ont été retrouvées  qui s’étendaient vers le sud-est, accompagnées de quatre aires avec des concentrations de pierres et huit fosses:85,:237. Les habitations sont quadrangulaires avec les angles arrondis, mesurent environ 3 x 3 mètres et sont pavées de pierres plates. Les concentrations de pierres pourraient aussi être des vestiges d’habitations, mais elles ne montrent aucune excavation volontaire du sol pour créer une habitation qui serait semi-enterrée:237, 239.

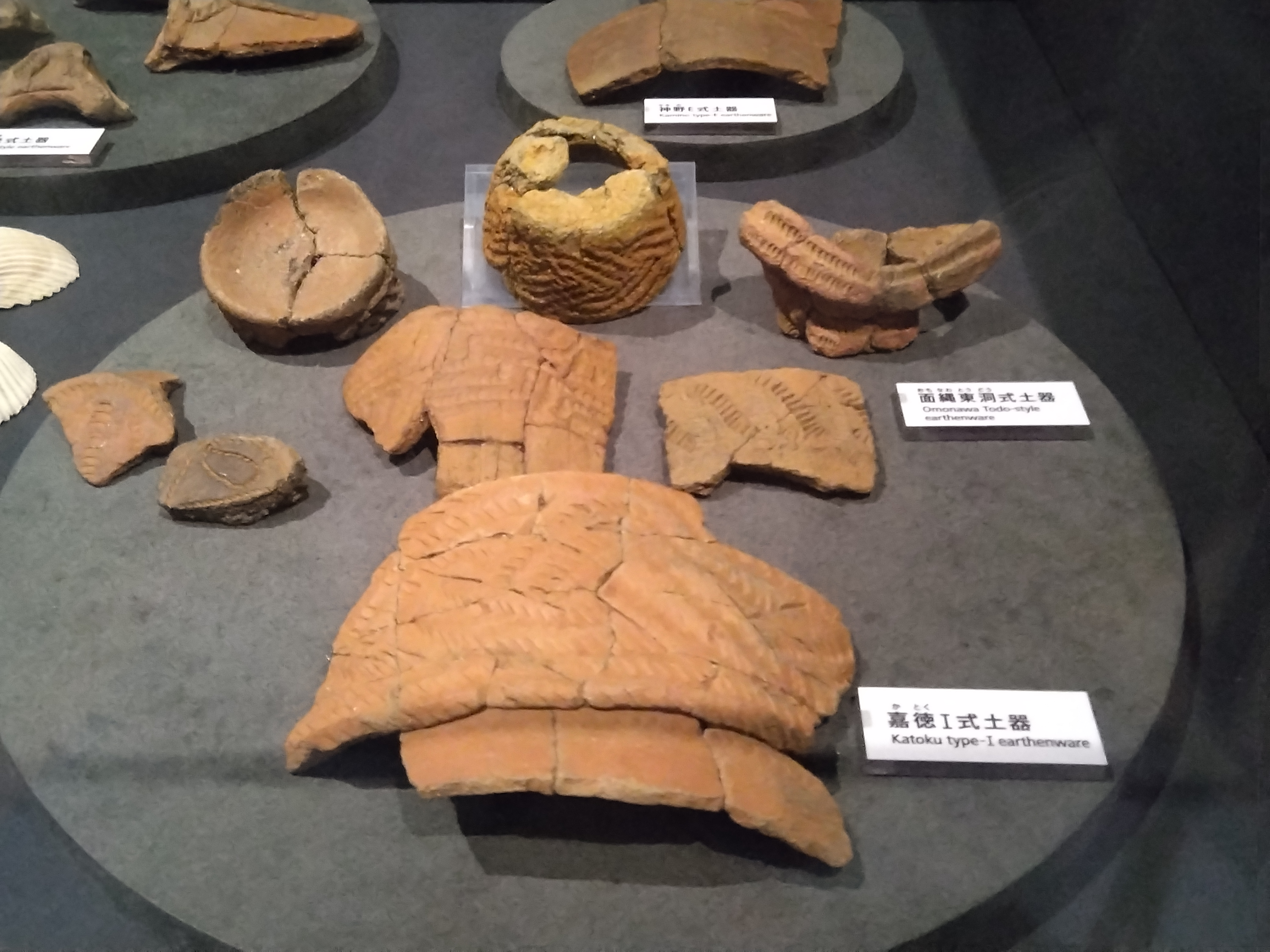
Exemples de poteries Katoku et Omonawa-tōdō

L’habitat a livré des outils lithiques incluant des meules dormantes, de la poterie Omonawa-tōdō, de la poterie Katoku, de la poterie Ichiki, de la poterie Iha-Ogidō et des os d’animaux et de poissons.

C’est durant cette période que la dune est endommagée pour la première fois, par un raz-de marée ou une forte tempête, ce qui détruit une partie des habitations:85.

### Kaizuka Ancien Phase V (vers 500 av. J.-C.)
L’utilisation du marais décline encore, mais un peigne en bois a été trouvé dans l’un des ancien chenaux de la zone. Une nouvelle dune se développe, sur laquelle un nouvel habitat s’installe, s’étendant vers le nord. Les fouilles ont livré un foyer bordé de pierres et une fosse, mais il n’a pas été possible d’identifier les habitations:8,:244. La découverte d'os humain isolés (os du crâne) suggère la présence d'une aire funéraire à proximité immédiate:248. En plus du peigne en bois, le mobilier inclut de la poterie locale de types Kayauchibanta, Uzahama et Nakabaru, de l’obsidienne importée de Kyūshū:556 et du jade de Itoigawa sur l’île de Honshū:561, montrant que l’étendue des sphères commerciales augmente:8.

### Kaizuka Récent Phase I (vers le début de notre ère)
L’utilisation du marais est toujours réduite, mais celle de la dune augmente avec le développement d’une aire résidentielle qui a livré de nombreux trous de poteaux. Il n’a pas cependant été possible d’attribuer les trous de poteaux à des plans précis d’habitation:8,:248. Le site a livré des tessons d’une large jarre de la culture japonaise du Yayoi Ancien, une hache à bord plat et des bracelets en conques du type Morioka, des bien destinés à l’exportation vers l’île de Kyūshū qui n’avaient jusqu’alors jamais été retrouvés sur Okinawa bien que ce soit leur lieu d’origine. 

C’est durant cette période que la dune est endommagée de nouveau par un raz-de-marée ou une forte tempête, qui détruit une partie de l’habitat:8.

### Période Gusuku et début du Royaume de Ryūkyū (1200-1500 ap. J.-C.)
Une mangrove se développe dans le marais avant le début de la période Gusuku (datée directement de  1140 ±60 ap. J.-C.). La mangrove est suivie chronologiquement par des dépôts très épais (1 mètre) qui incluent de nombreux mollusques d’eau douce et ont été interprétés comme de la terre de champs agricoles secs et inondés, qui s’étendent le la période Gusuku à la seconde guerre mondiale. Il s’agissait de la première fois que des champs pour agriculture inondée étaient fouillés sur Okinawa:1–2. Pendant la période Gusuku, une nouvelle dune de forme, sur laquelle un nouvel habitat s’installe. Il s’étend cette fois vers de nord-ouest et est considéré comme l’origine du village de Irei qui a perduré jusqu’à la seconde guerre mondiale. L’habitat de la période Gusuku est caractérisé par la découverte d’une très grand nombre de trous de poteaux provenant d’habitations et de greniers:248, 253,:8. Il n’a pas été possible cependant d’attribuer les trous de poteaux à des plans d’habitation précis. Les poteaux en bois étaient conservés dans deux des trous de poteaux:253. 
Cette période d’occupation qui s’étend de la période Gusuku au début du Royaume de Ryūkyū peut être divisée en trois étapes basées sur les différences dans le mobilier importé : pots en stéatite, céramique Kamuiyaki et porcelaine Chinoise blanche pour l’Étape 1 (XIe – XIIe siècle), céladon pour  l’Étape 2 (XIIIe – XVe siècle) et porcelaine bleue et blanche, céladon et sancai  pour l’Étape 3 (XVe – XVIe siècle), montrant un glissement lent des routes commerciales maritimes:355. Ce mobilier importé est accompagné de poterie gusuku produite localement :8. La porcelaine chinoise associée avec la zone où ont été retrouvés les trous de poteaux date essentiellement du XVe au XVIe siècle. Le mobilier plus ancien a été découvert dans une partie de site où aucune structure archéologique n’a pu être identifiée:253.

### Périodes moderne et contemporaine (XVIIesiècle-1945)
Le marais est utilisé pour l’agriculture inondée et la source devient l’ubu-gā sacré (« source de naissance », la source qui fournit l’eau pour les accouchements et le premier bain des nouveau-nés) du village d’Irei. La dune s’est encore étendue et l’habitat s’est déplacé vers l’ouest par rapport à son emplacement pendant la période Gusuku. Avant la seconde guerre mondiale, la zone comprenant deux habitats, le village principal de Irei (vingt-et-une familles) et  Īma Yādui (dix-huit familles), un village nouvellement fondé par des familles venant de Shuri. Certains des arbres (fukugi) qui formaient les haies protectrices des résidences sont encore visibles:8. 
Le mobilier collecté dans la dune ne montre aucune interruption d’occupation entre les périodes Gusuku et moderne. Après l’ Étape 3 mentionnée au paragraphe précédent, l’assemblage céramique est dominé par du grès de production locale (à partir du XVIIe siècle) avant que la porcelaine japonaise n’augmente avec l’annexion par le Japon et la seconde guerre mondiale:355.

## Artéfacts et écofacts remarquables

### Poterie
Le site a livré une grande quantité de tessons de poterie pour toutes les périodes. La plus ancienne poterie retrouvée sur le site a été datée de 4800 av. J.-C. alors que la plus récente date de 1200 ap. J.-C.:5 La poterie inclut des exemples des types Nantō-tsumegatamon (Kaizuka Ancien Phase I),  Sobata, Murokawa-kasō (Phase II),  Omonawa-zentei, Nakadomari (Phase III),  Omonawa-tōdō, Katoku I and II, Ichiki, Iha, Ogidō (Phase IV), Kayauchibanta, Uzahama, Nakabaru (Phase V), ainsi que de la poterie du Kaizuka Récent Phase I et de la période Gusuku. Bien que de la poterie soit fréquemment retrouvée sur les sites de la période Kaizuka, certains exemples d'Ireibaru sont particulièrement remarquables.

#### Kaizuka Ancien Phase I
Le marais a livré de la poterie Nantō-tsumegatamon (cent cinquante cinq tessons), représentée par les types Yabuchi et Agaribaru, datés du Kaizuka Ancien Phase I, décorés avec des impressions de doigts ou d’ongles. La poterie Nantō-tsumegatamon a longtemps été considérée comme la plus ancienne poterie de l’pile d’Okinawa, avant les découvertes récentes de types plus anciens:2,:84,:78.

#### Kaizuka Ancien Phase II
L’occupation du Kaizuka Ancien Phase II dans le marais a livre de la poterie Sobata. Il s’agit, en quantité, du type de poterie le plus important trouvé à Ireibaru (2250 tessons):2,:84. Bien que ce style céramique soit originellement de l’île de Kyūshū, il a également été produit localement et le dégraissant des tessons trouvés à Ireibaru montre que la très grande majorité des pots étaient produits sur Okinawa:10. Bien que plusieurs sites de la période Kaizuka aient livré de la poterie Sobata, importée ou produite localement, ces découvertes restent quand même rares:93. L’un des tessons retrouvés avait un dégraissant de stéatite pulvérisée, qui est distinctif de la poterie Sobata produite sur l’île de Kyūshū, montrant l’échelle des réseaux de communication de l’époque:2,:84,:79. Plusieurs autres tessons ont des caractéristiques qui les rapprochent plus de la poterie Sobata de Kyūshū que de celle d’Okinawa et il est possible qu’ils correspondent à d’autres pots importés aussi. Ils incluent de l’andésite dans leur dégraissant, et pourraient avoir été produits sur une île volcanique, par exemple dans les îles Tokara. Ces tessons représentent environ 20 % de tous les tessons retrouvés :93.

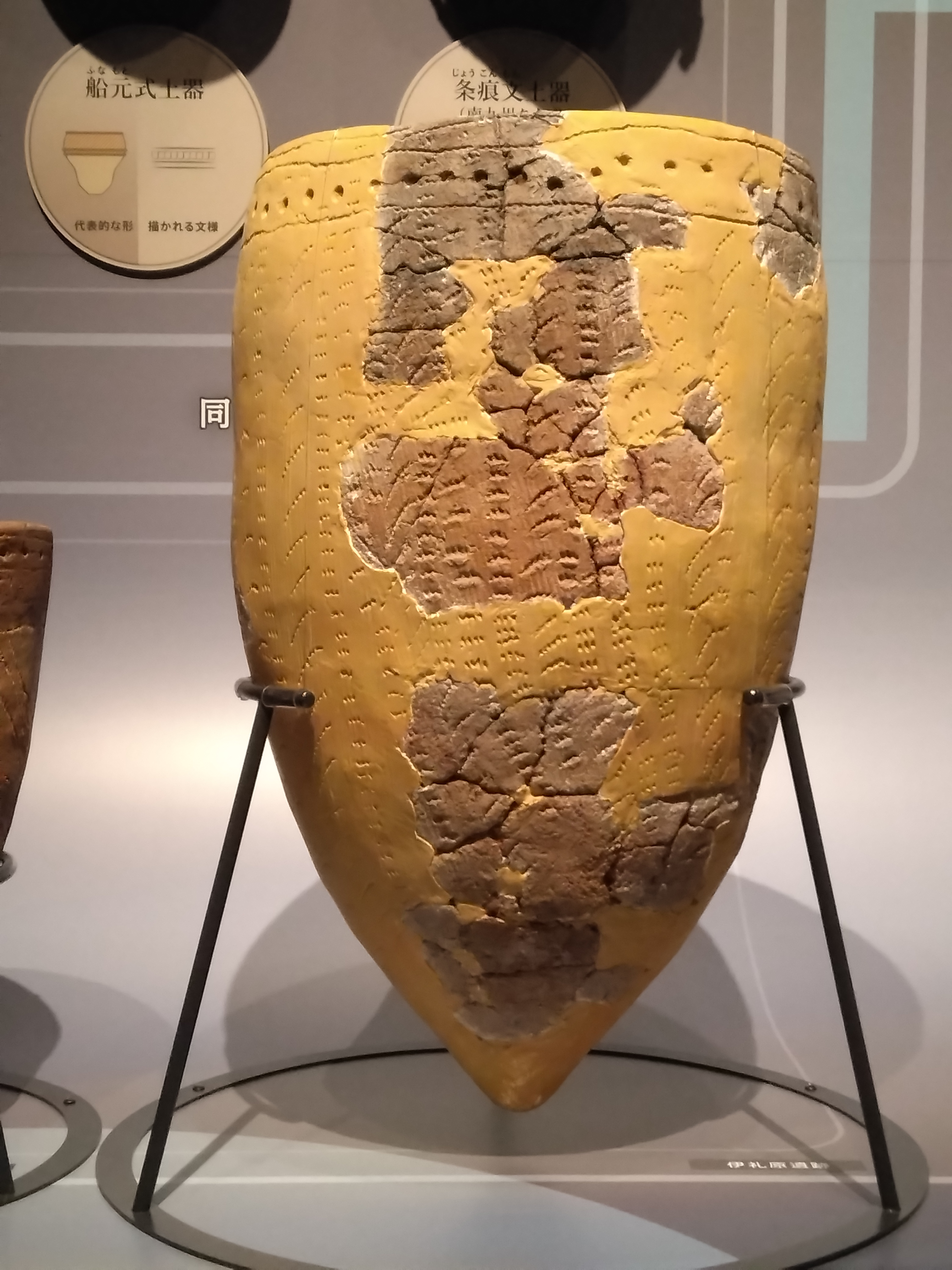
Pot de type Murokawa-kasō de 55 cm de haut, du site d’Ireibaru

Certains tessons du type Murokawa-kasō datés de cette même Phase II et retrouvés sur la dune ont permis de reconstituer un pot de 55 centimètres de haut, ce qui fait de lui le plus haut pot de la période Kaizuka trouvé à Okinawa:10,:256.

### Outillage lithique
Bien que les outils lithiques soient principalement fabriqués en pierre locale, certains sont en andésite et en basalte en provenance de l’île de Kume et des îles Kerama, en silex en provenance des îles d’Izena et Ie, en obsidienne importée de Kyūshū ou en jade importé de Itoigawa sur l’île de Honshū. Le silex domine l’assemblage:5,:87,:556,561,:2. Par ailleurs, le site a également livré 44 kilogrammes de pierres ponces, qui se sont probablement déposé naturellement à l’endroit qui était alors la ligne de côte:353.
Une grande quantité d’outils lithiques ont été retrouvés sur le site, autant dans le marais que sur la dune, incluant des haches (317), des pointes de projectiles (5), des lames (9, réutilisation de haches brisées), des balles de pierre (6), des meules dormantes (41) et des molettes (43), des enclumes (33) et des percuteurs (261) et un grattoir:2–5,:87,:114,304. La plupart des outils antérieurs à 1500 av. J.-C. sont simplement taillés, alors qu’après cette date (pendant le Kaizuka Ancien Phase IV), le nombre d’outils polis augmente:5,:87.
Les haches sont présentes des le Kaizuka Ancien Phase I:87. Les meules dormantes et molettes sont particulièrement nombreuses sur la dune:315.

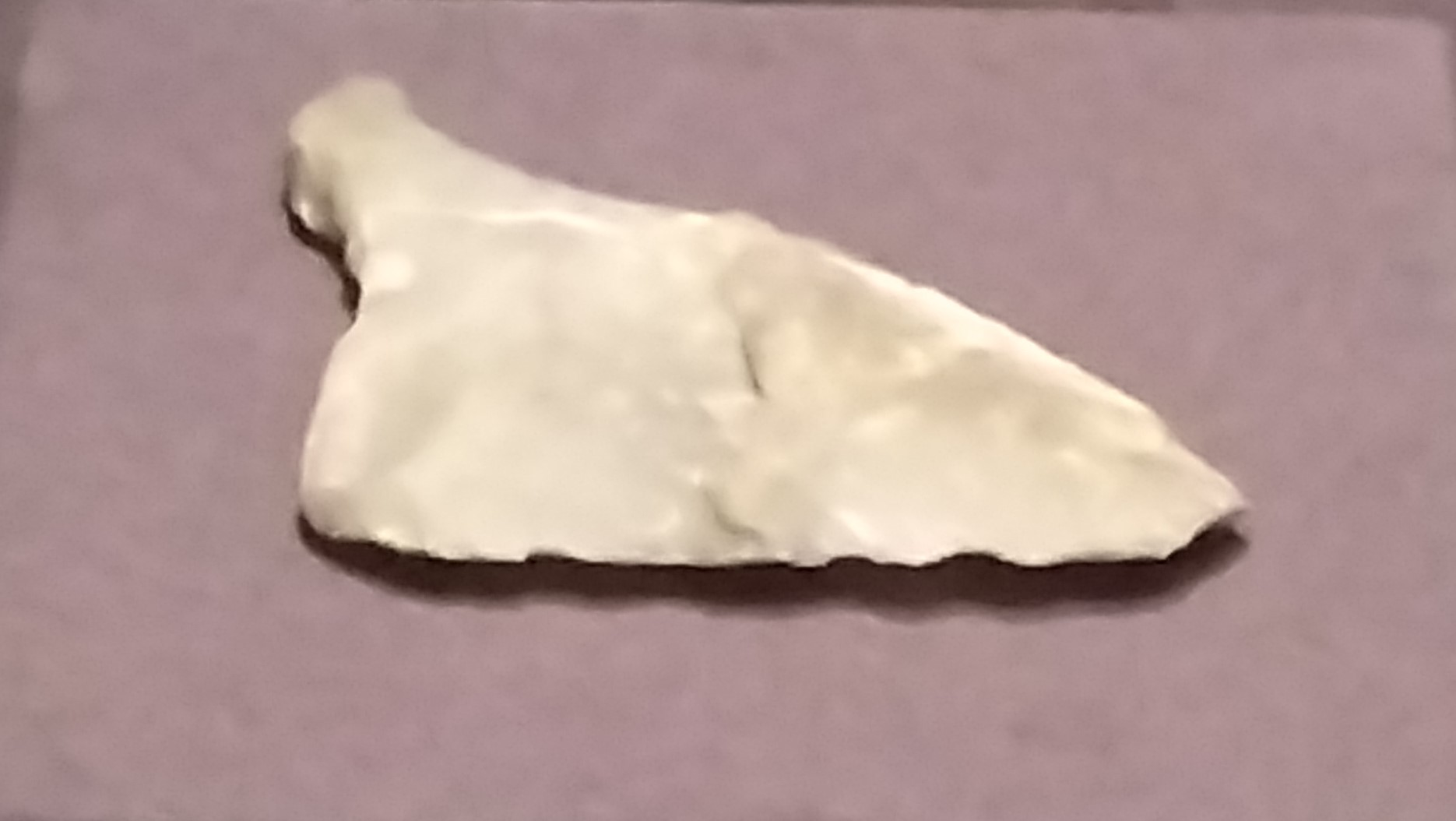
Grattoir en silex de la période Kaizuka retrouvé à Ireibaru

Le grattoir en silex trouvé à Ireibaru a été le premier de ce type retrouvé sur Okinawa:5,:87. Il est daté du Kaizuka Ancien Phase II. Il s’agit d’un grattoir latéral qui fait 5.5 centimètres de haut, 6 centimètres de long et pèse seulement 30 grammes:7.

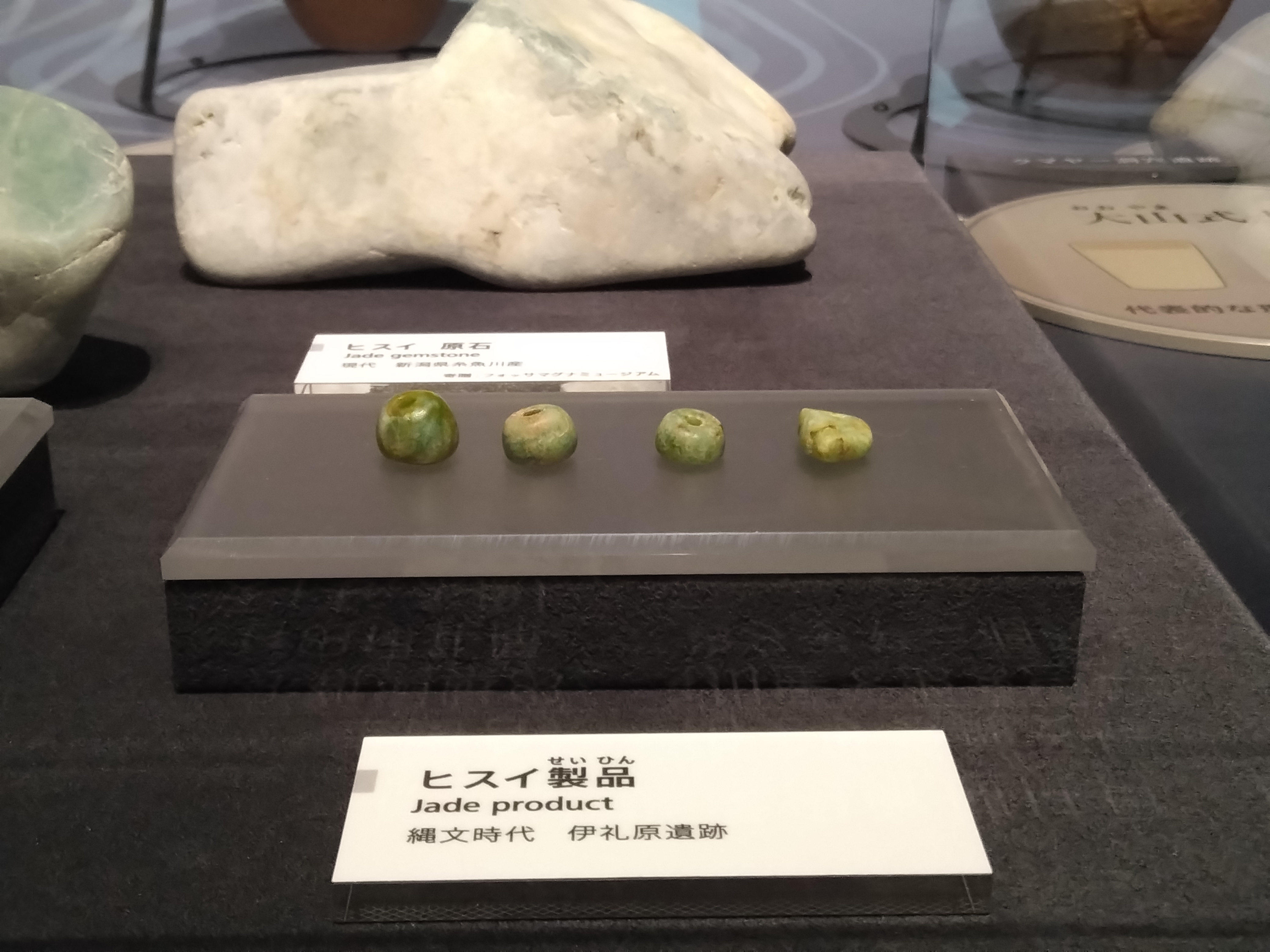
Quatre perles en jade de la période Kaizuka retrouvées à Ireibaru

Quatre perles en jade ont été retrouvées à Ireibaru, dans des couches du Kaizuka Ancien Phase V sur la dune. La source de la matière première, Itoigawa, est située à plus de 1600 kilomètres sur l’île japonaise de Honshū. Bien que les trous dans les perles de jade soient généralement percés depuis les deux cotés de la perle, les trous dans les perles d’Ireibaru ont été percés depuis un seul côté:8,:350.

### Matériaux organiques
La zone humide du marais a livré une grande quantité de matériaux qui ne sont généralement pas conservés, tels des graines, des fruits ou du bois:2–5.

#### Kaizuka Ancien Phase I
Les plus anciens dépôts dans les contextes humides ont livré du bois appartenant à soixante-seize types d’arbres différents, décidus ou persistants, montrant que le climat était plus froid au Kaizuka Ancien Phase I:5.

#### Kaizuka Ancien Phase II

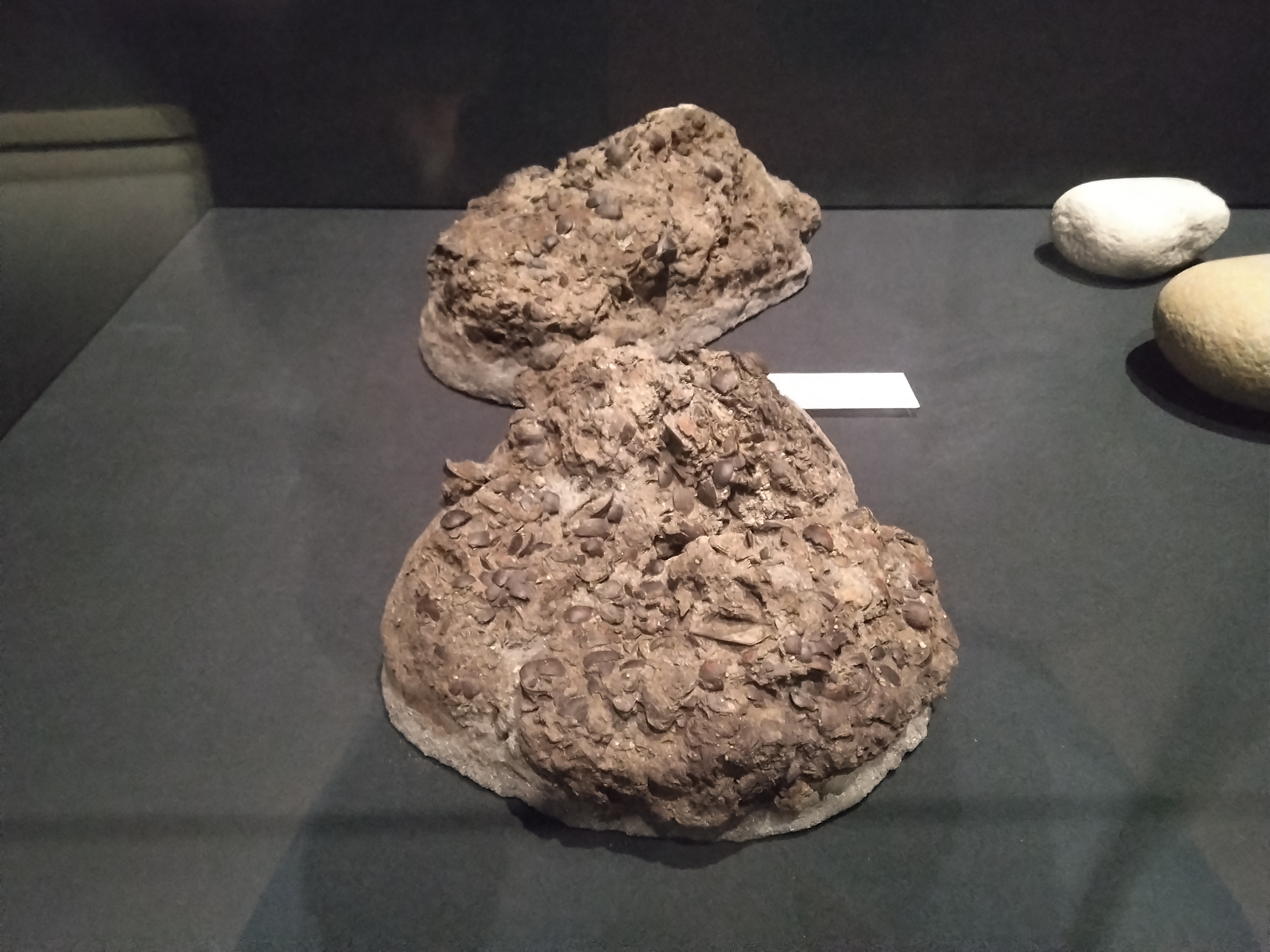
Glands de la période Kaizuka provenant des contextes humides de Ireibaru

Pendant le Kaizuka Ancien Phase II, le site était installé près de la source et du cours d’eau associé. Trente-cinq types de graines et fruits (essentiellement les fruits du pseudo-châtaignier ou du chêne d’Okinawa) ont été collectées dans cette zone, accompagnés des outils lithiques pour les préparer (meules dormantes et molettes). Des fruits de pseudo-châtaignier de cette couche archéologique ont été datés directement de  5020 ±40 yBP (années avant le présent):2,:88,:5,:434. De nombreuses pièces de bois montrant des modifications d’origine anthropique permettent d’accéder aux techniques de travail du bois de cette époque. Elles sont actuellement les plus anciennes pièces de mobilier en bois retrouvées dans la préfecture d’Okinawa:2,:88.

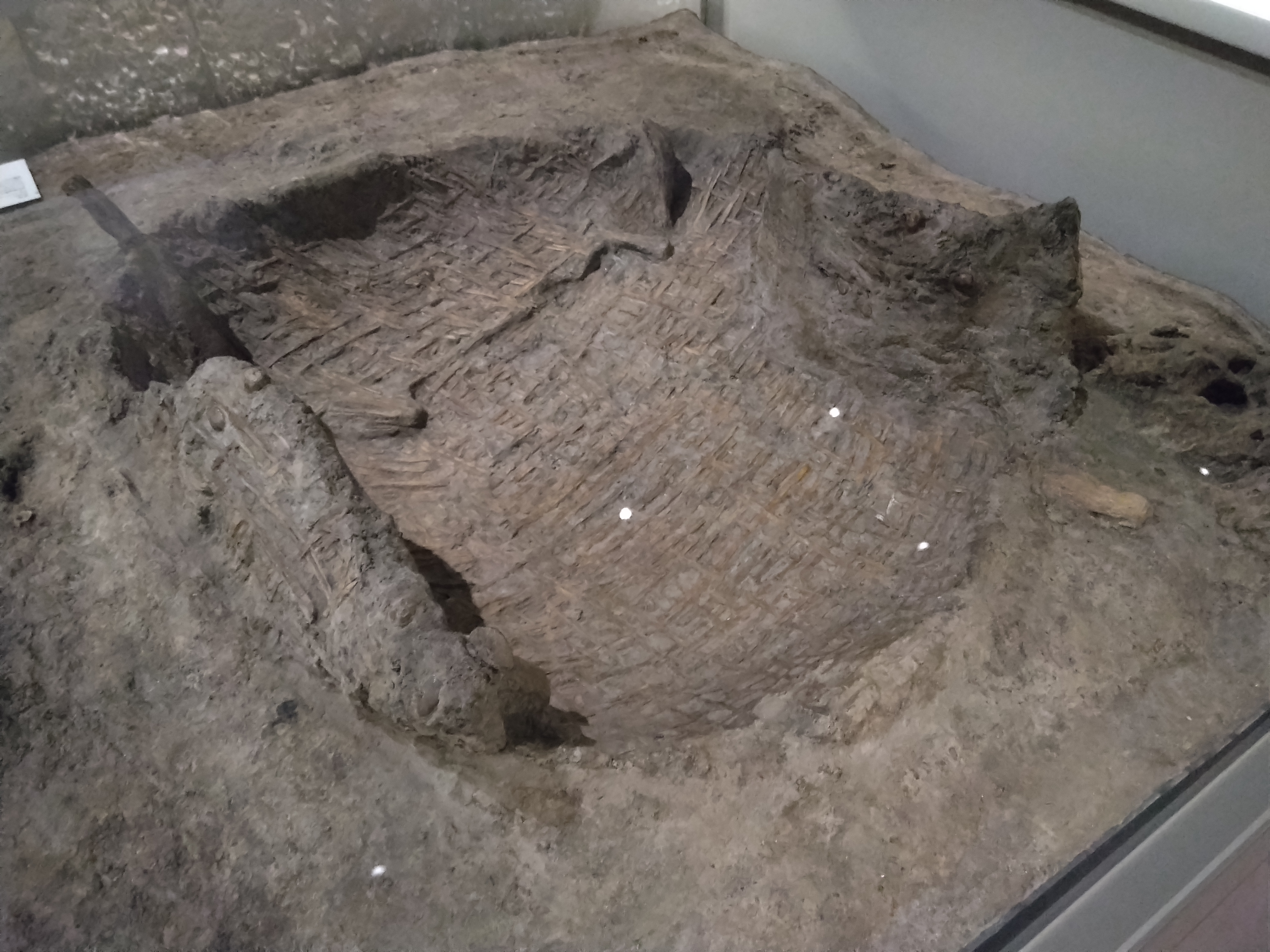
Panier en bambou de la période Kaizuka provenant des contextes humides de Ireibaru

Les découvertes remarquables pour cette période incluent un panier un bambou contenant des glands de chêne d’Okinawa qui avait été fixé dans le lit du cours d’eau avec des piquets en bois plantés à trois de ses quatre angles, qui servait à conserver les fruits dans l’eau, et le manche en bois d’une hache de pierre:2–5,:74. Le panier en bambou mesure 90 centimètres de large à l’ouverture, il est quadrangulaire avec les coins arrondis. Il est fait de bandes de bambou de Ryūkyū (Pleioblastus linearis) de 7 millimètres de large assemblées avec une méthode de vannerie simple:2–5,6,:139,:88,:4. Il est profond de 18 à 20 centimètres et le fond mesure 40 x 50 centimètres:74. C’est actuellement le plus ancien panier en bambou retrouvé dans la préfecture d’Okinawa:3. Il existe d’autres exemples retrouvés sur le site de Mēbaru à Ginoza (Kaizuka Ancien Phases III / IV, vingt-quatre paniers).

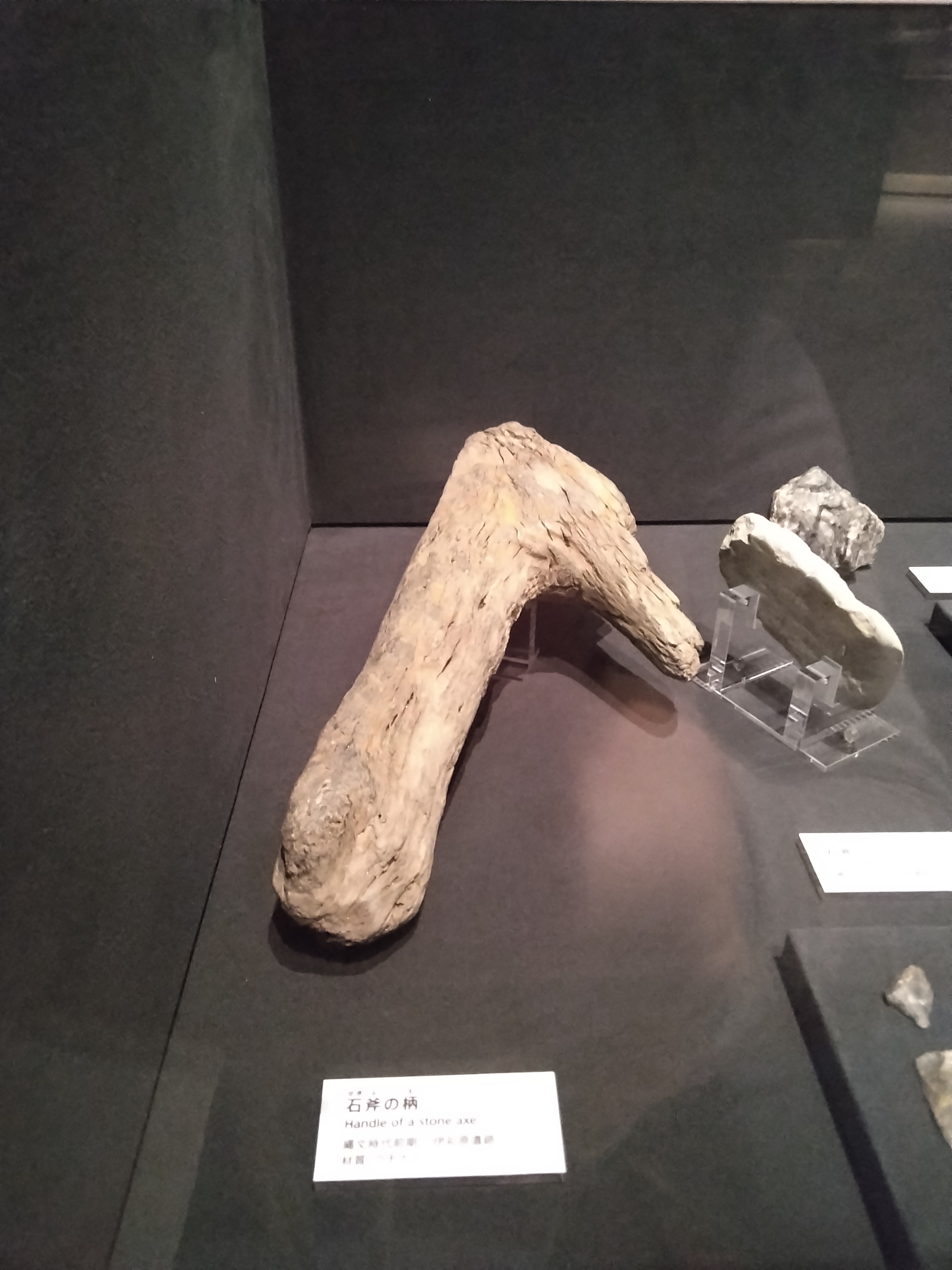
Manche en bois pour un outil en pierre de la période Kaizuka provenant des contextes humides de Ireibaru

Le manche de hache est en bois de gardénia (Gardenia jasminoides). Il mesure 32.5 centimètres de long et était utilisé avec la tête de hache emmanchées horizontalement. Il fait usage d’un angle naturel entre deux branches pour créer un manche angulaire. Il est inachevé:6,:88. Il a été le premier manche d’outil en bois retrouvé sur un site de la période Kaizuka:2.

#### Kaizuka Ancien Phase III
L’occupation du Kaizuka Ancien Phase III a livré un très grand récipient en bois:2,:140. Il est en bois de cèdre à encens (Calocedrus formosana), un bois qui ne peut pas être trouvé sur Okinawa, mais est présent dans le sud de la Chine et sur Taiwan. Le contenant est monoxyle, il mesure 27 centimètre de large, 63 centimètres de long et 32 centimètres de haut et a une forme naviculaire, avec une ouverture rectangulaire et un fond plat. Il a été daté directement de 4460 ±30 y.BP (années avant le présent):6,:2,:2,88,:140. Les marques sur sa surface montrent qu’il a été fabriqué avec une hache de pierre de 3 à 4 centimètres de large:140.

#### Kaizuka Ancien Phase V

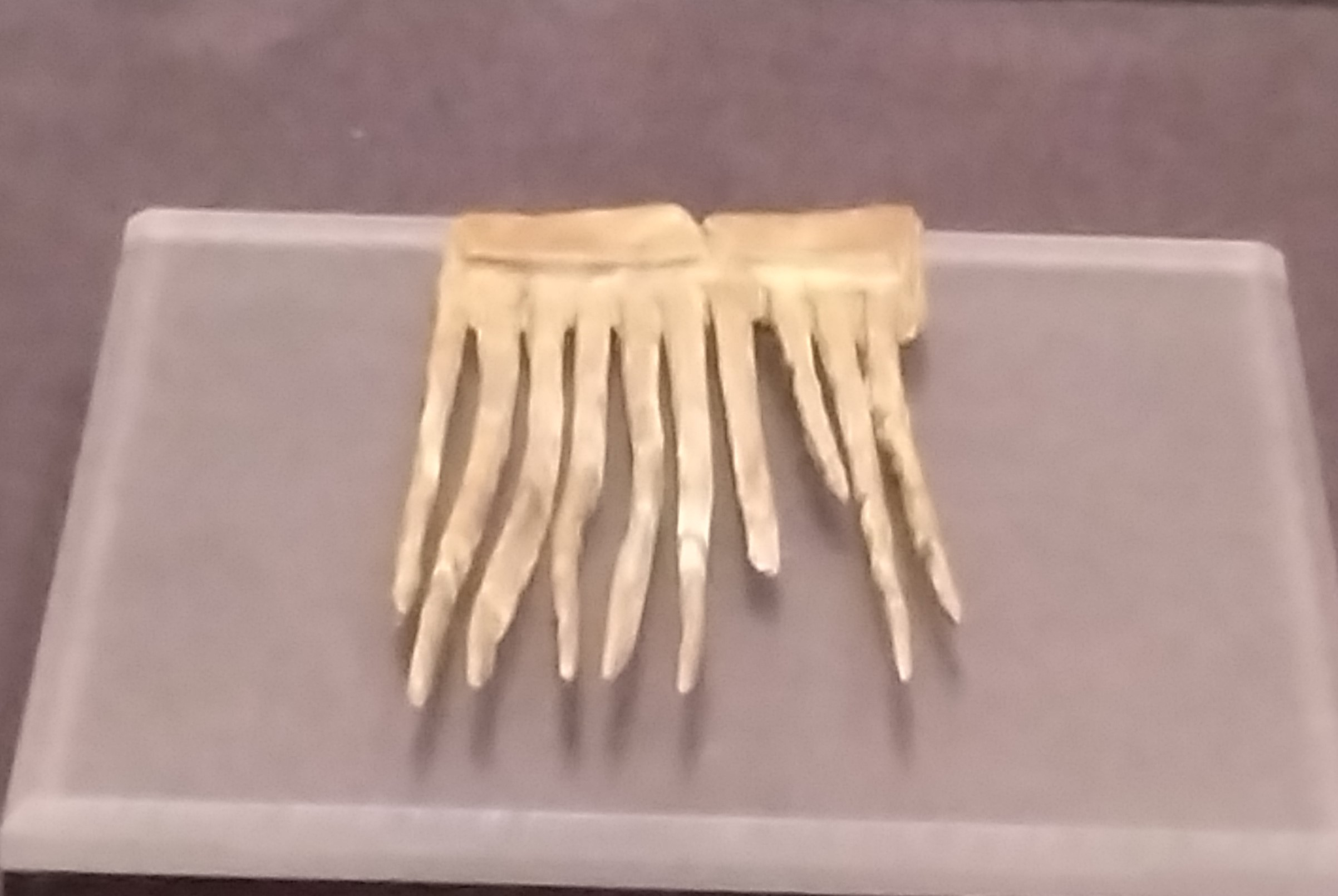
Peigne en bois de la période Kaizuka provenant des contextes humides d'Ireibaru

L’occupation du Kaizuka Ancien Phase V a livré un peigne en bois, retrouvé au fond d’un fossé:2,:145. Il est en bois d’ébène noire (Diospyros ferrea). Il mesure 1 centimètre d’épaisseur, 4.4 centimètres de large et 8 centimètres de long, avec des dents de 6 centimètres:6,:88. Les dix dents sont bien conservées, six étant complètes après restauration. Elles mesurent entre 0.25 et 0.3 centimètres à la base. Il ne semble pas que le peigne ait été laqué:145. Il a été daté de 2580 ±60 yBP (années avant le présent):88. Il a été le premier peigne en bois retrouvé sur un site de la période Kaizuka:2.

### Os et coquillages
Les os animaux incluent des sangliers, des poissons, des dugongs et des baleines. Le sanglier est le plus représenté dans les contextes les plus anciens:5. Certains des os de sanglier ont été retrouvés brûlés:8. 
Les os de poissons incluent des poissons de récif comme les poissons-perroquets (Scaridae) et les labres (Labridae). La taille des os montre une sélection des poissons les plus gros:5.
Les coquillages incluent des coques (Tegillarca granosa) et des gastropodes (Telescopium telescopium) caractéristiques des mangroves, et d’autres gastropodes (Rochia nilotica, Turbo argyrostomus) provenant des récifs coralliens:5. Plus de trois cents espèces ont été identifiées:9.
Des outils (poinçons, aiguilles, pointes de harpons et hameçons) en os de sanglier ou de dugong ont également été retrouvés, sur une très longue période allant du Kaizuka Ancien Phase II au Kaizuka Ancien Phase V:6,:87,:8.
Les coquillages et les os ont également été utilisés pour créer des éléments de parure personnelle : principalement des perles, des pendentifs et des bracelets:6,:87,
:234.

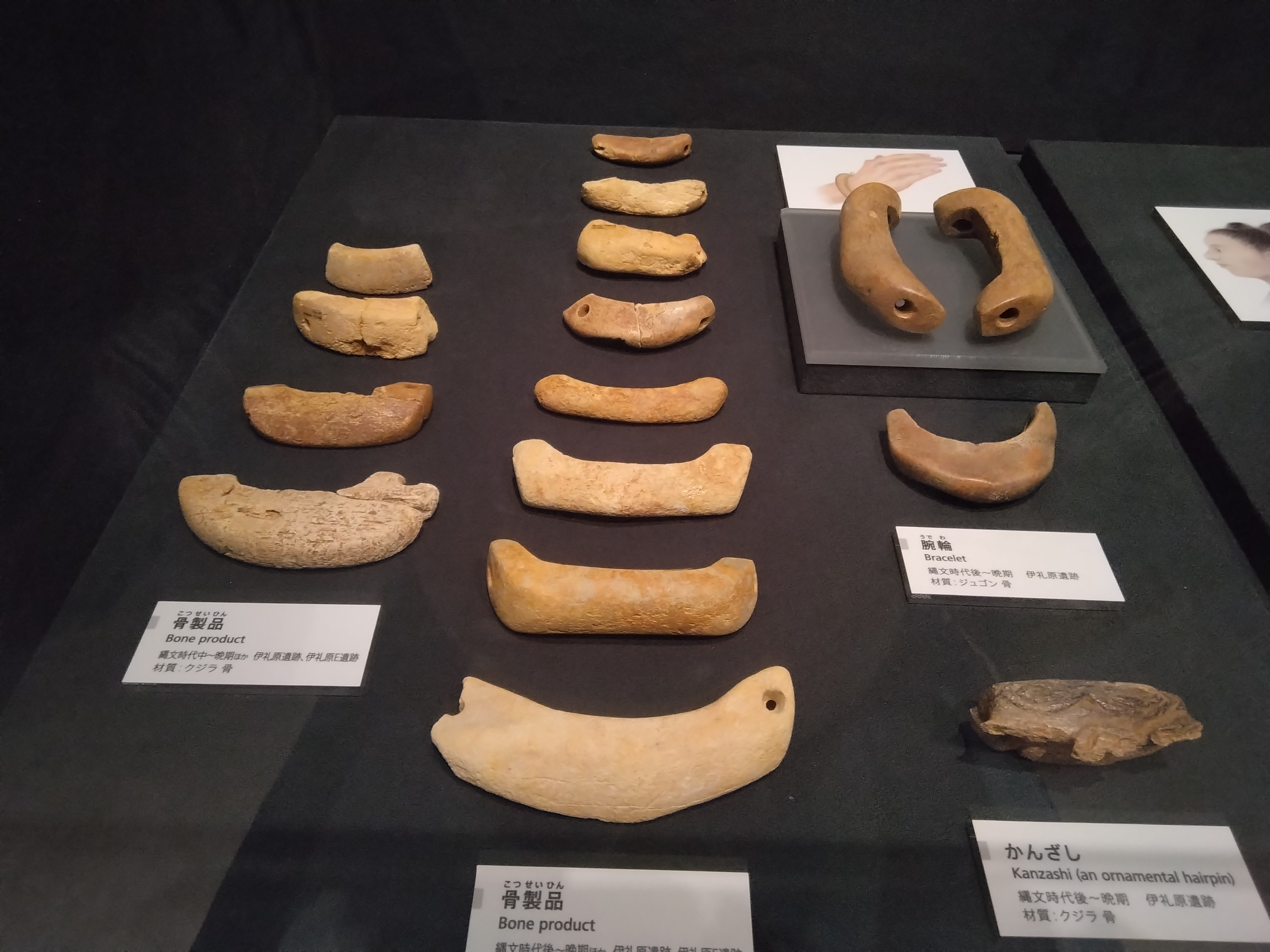
Bracelets composites et épingle à cheveux en os de la période Kaizuka provenant d’Ireibaru.

Pendant les phases III et IV du Kaizuka Ancien, des pendentifs étaient fabriqués à partir de ptérocère commun (Lambis lambis), de porcelaine tigrée (Cypraea tigris) ou de cônes (Conidae). Pendant le Kaizuka Récent Phase I, les bracelets en coquillage fabriqués à partir de conques (Sinustrombus latissimus) dominent l’assemblage et le site a livré un dépôt de conques et de cônes non travaillés probablement destinés au commerce avec les populations de la culture Yayoi du nord de l’île de Kyūshū, où ces bracelets étaient très populaires. Le site a également livré des bracelets composites fabriqués en défenses de sangliers et en os de dugongs, ainsi qu’une probable épingle à cheveux fabriquée en os de baleine incisé:6,:87.

## Postérité
La plupart des éléments de mobilier remarquables sont exposés au musée de Chatan (en). Le musée inclut un grand parc installé à l’emplacement du site de Ireibaru et proposant des reconstitutions d’habitations et du paléoenvironnement.

## Sites archéologiques à proximité
La zone littorale de Chatan est riche en sites archéologiques.

Les sondages archéologiques qui ont été exécutés lors de la rétrocessions d’une partie du Camp de Kuwae ont identifié plusieurs autres sites à proximité immédiate :
- Ireibaru B (Kaizuka, Gusuku, Moderne)
- Ireibaru D (Gusuku)
- Ireibaru E (Kaizuka, Gusuku, Moderne)
- Kushikanikubaru (Gusuku)
- Senbaru (Gusuku, Moderne)
- Hanzanbaru A (Kaizuka, Gusuku, Moderne, Contemporaine)
- Hanzanbaru B (Kaizuka Récent et Gusuku)
- Hanzanbaru C (Kaizuka Récent, Gusuku, Moderne)